# Milionari
Un milionari és una persona que té una fortuna en diners disponible en un milió en alguna divisa. En molts països, ser milionari suposa tenir una quantitat considerable de diners, mentre que en altres no té per què ser així depenent del valor de la moneda. També existeix el concepte de multimilionari i bilionari, que defineixen els individus que tenen una major riquesa econòmica.
El continent asiàtic va ser l'escenari de la major aparició de multimilionaris del 2017 al món.
El 2018 hi havia als Estats Units més multimilionaris (2.754) que a Alemanya, la República Popular de la Xina i l'Índia combinats.